# Zouk (Club)
Das Zouk ist eine Diskothek in Singapur, in der vorwiegend elektronische Tanzmusik gespielt wird. Der Club wurde von den Lesern des britischen DJ Magazine auf Platz 3 der Top 100 Clubs 2018 gewählt.
Der Club mit einem Fassungsvermögen von 3000 Personen wurde 1991 in einer Lagerhalle nahe dem Singapore River eröffnet. Nach und nach wurde die Haupthalle um neue Bereiche erweitert.
Im Zouk wird ein breites Spektrum von Musikgenres von EDM-Genres wie Electro-House und Big-Room über Hardstyle, Trance und Techno bis hin zu Hip-Hop, R&B und Popmusik gespielt.  Zu den internationalen DJs die in der Vergangenheit im Zouk auftraten gehören u. a. Avicii, Armin van Buuren, Björk, Carl Cox, De La Soul, DJ Jazzy Jeff, Erasure, Frankie Knuckles, Grace Jones, Hardwell, Jeff Mills, Paul Oakenfold, Peaches, Primal Scream, Massive Attack, Salvatore Ganacci, Sven Väth und The Chemical Brothers.
- Zouk: Die Haupthalle mit DJ-Bühne bietet für etwa 1900 Personen Platz.[2]
- Capital: ruhigerer und exklusiverer Lounge-Bereich (ehemals Velvet Underground)
- Phuture: Bar (Musik: Hip-Hop, R&B, Broken Beats)[2]

Zu Singapurs erfolgreichsten Nightlife-Veranstaltungen zählt der Mittwoch im Zouk namens Mambo Jambo. Stilistisch wird hier House und Dance mit Popmusik gemixt.
Seit dem Jahr 2000 wird auf der Insel Sentosa bei Siloso Beach jährlich das Elektronik-Festival ZoukOut veranstaltet. Hier werden bis zu 25.000 Personen bei Auftritten weltweit bekannter DJs erwartet. Seit 2004 existiert in Kuala Lumpur in Malaysia ein weiterer Zouk-Club.
2016 zog der Club auf das andere Ufer des Singapore River in das Gastronomie-Viertel Clarke Quay.